# YZ Ceti
YZ Ceti è una stella nella costellazione della Balena, la 21ª stella più vicina al sistema solare, ma è troppo debole per essere visibile ad occhio nudo.

## Caratteristiche
Questa piccola nana rossa dista 12,21 anni luce dalla Terra, e si trova ad appena 1,6 anni luce da Tau Ceti, una nana gialla simile al Sole che, da un ipotetico osservatore posto nelle vicinanze di YZ Ceti, brillerebbe di magnitudine -0,85. 
Di tipo spettrale M4.5V, possiede una luminosità di 1/456 del Sole, una temperatura superficiale di 3150 K, un diametro di 1/6 rispetto a quello del Sole, una magnitudine assoluta di +14,30 e una magnitudine apparente di +12,07. Come molte nane rosse, si tratta di una stella a brillamento.

## Sistema planetario
Nel 2017 sono stati scoperti tre pianeti extrasolari orbitare attorno alla stella, con un possibile quarto pianeta che resta da confermare. I pianeti scoperti sono di tipo roccioso, orbitano in periodi che vanno da 2 a 4,65 giorni, e nonostante la bassa luminosità della stella sono troppo caldi per sostenere acqua liquida in superficie, anche il pianeta d, che ricevendo 2,7 volte la quantità di radiazione che riceve la Terra dal Sole ha una temperatura di equilibrio di circa 357 K (84 °C).
Astudillo-Defru et al. che nel 2017 scoprirono i pianeti, ipotizzarono la presenza di un quarto pianeta del tipo sub Terra, con una massa di 0,42 M⊕, più interno rispetto agli altri tre e con periodo orbitale di 1,04 giorni, tuttavia Stock et al., che hanno studiato il sistema con CARMENES nel 2020, non hanno rilevato nessun segnale della presenza di un quarto pianeta.

### Prospetto del sistema
| Pianeta | Tipo              | Massa   | Raggio | Periodo orb. | Sem. maggiore | Eccentricità    | Scoperta |
| ------- | ----------------- | ------- | ------ | ------------ | ------------- | --------------- | -------- |
| b       | Sub Terra         | 0,70 M⊕ | 0,91   | 2,02 giorni  | 0,01634 UA    | 0+0,12 −0       | 2017     |
| c       | Pianeta terrestre | 1,14 M⊕ | 1,05   | 3,06 giorni  | 0,02156 UA    | 0,04+0,11 −0,04 | 2017     |
| d       | Pianeta terrestre | 1,09 M⊕ | 1,03   | 4,657 giorni | 0,02851 UA    | 0,129±0,096     | 2017     |